# Коберн, Элвин Лэнгдон
Алвин Лангдон Ко́берн (англ. Alvin Langdon Coburn; 11 июня 1882, Бостон — 23 ноября 1966, Рос-он-Си, Уэльс) — американский и английский мастер художественной фотографии.

## Жизнь и творчество
Коберн родился 11 июня 1882 году в Бостоне, в семье среднего класса. Его отец, основатель фирмы Coburn & Whitman Shirts, умер, когда Алвину было семь лет. А. Л. Коберну принадлежит крупный вклад в развитие художественной фотографии в начале XX столетия. Будущий мастер начал фотографировать в 8 лет, впервые выставлялся в возрасте 15 лет. В 1899 году принимает участие в двух фотовыставках: выставке Новой Школы Американской пикториальной фотографии и выставке британского салона Linked Ring. В 1901 году Коберн жил несколько месяцев в Париже, где учился вместе с фотографом Эдвардом Стайхеном и Робертом Демакхи. в 1902 году открывает свою студию в Нью-Йорке, в том же году вступает в организованную Альфредом Стиглицем нью-йоркскую группу «Фото-сецессион». Впервые в прессе фотографии Коберна появились в 1904 году, в газете «Работа камеры» (Camera Work), издаваемой А. Стиглицем. В этот период Коберн много путешествует по США, снимает виды городов и сельские пейзажи, а также делает замечательные портреты выдающихся деятелей современности, в первую очередь писателей и художников (например, серия фотографий Джорджа Бернарда Шоу и Огюста Родена). В 1912 году фотограф переезжает в Англию и, под влиянием своего друга Эзры Паунда, присоединяется к лондонской группе вортицистов, авангардистскому направлению в английском искусстве начала XX века. В это время мастер создаёт преимущественно абстрактные фотографии, которые он называет «вортографии», занимается также созданием фотогравюр, являющихся одной из разновидностей пикториализма. Помимо своего авангардистского творчества Коберн прославился созданием портретов известных современников, их он опубликовал в 1913 и 1922 гг. в двух томах под названием Известные люди. С середины 60-х годов большое собрание фотографий А. Л. Коберна хранится в фондах нью-йоркского Джордж-Истман-Хауза.

## Некоторые работы

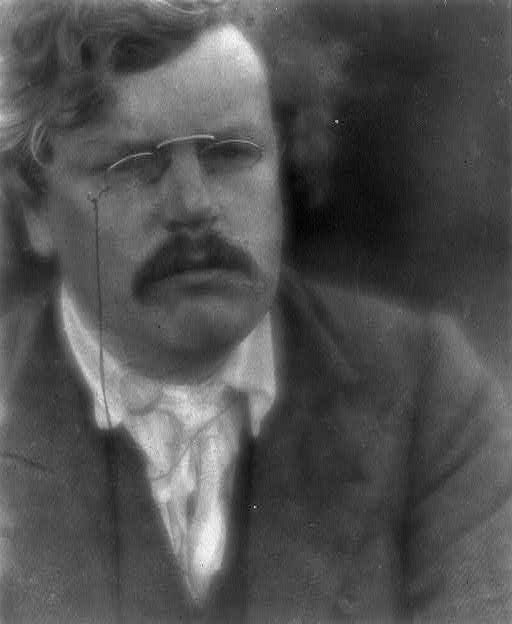
Г.К. Честертон, 1905
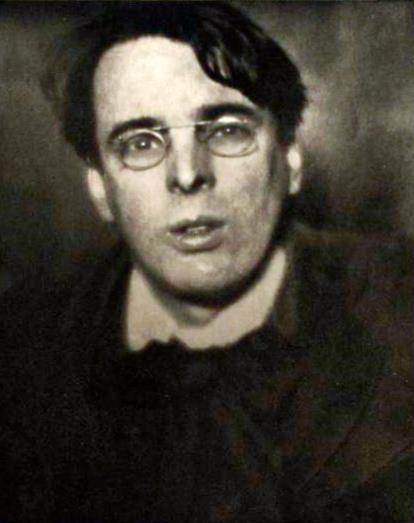
У. Б. Йейтс, 1908
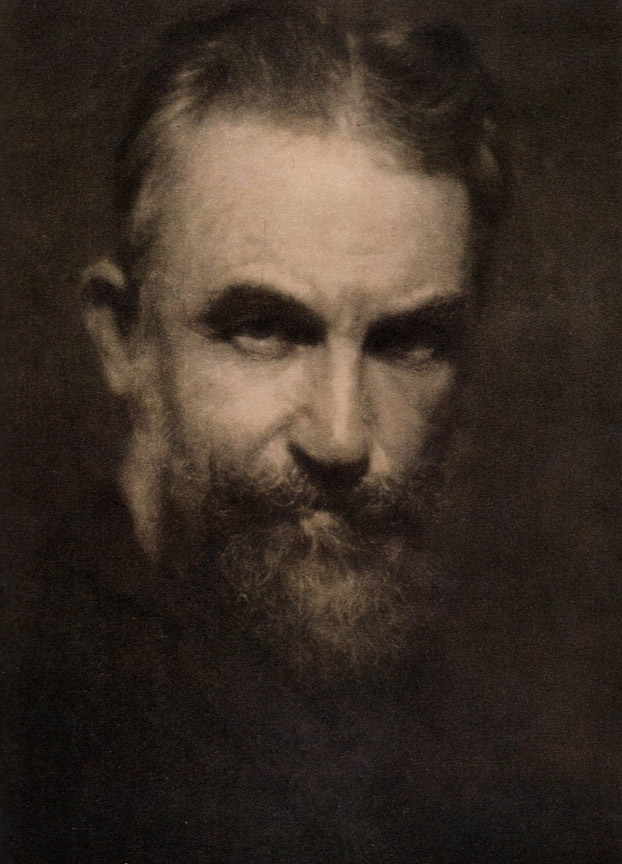
Бернард Шоу, 1908
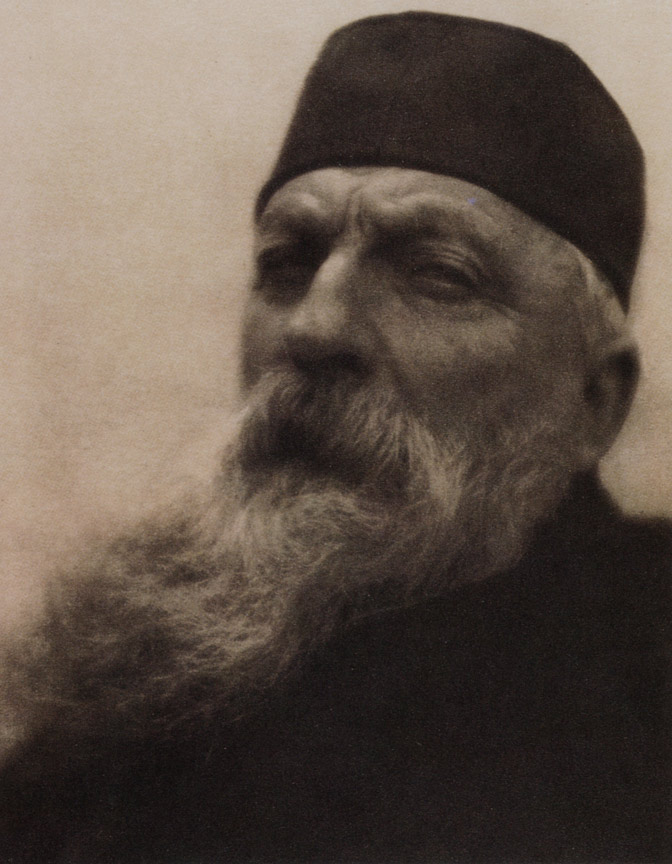
Роден, 1908